# Ivan Lypa
Ivan Lvovyč Lypa (ukrajinsky Іван Львович Липа; 12. únorajul./ 24. února 1865greg. Kerč – 13. listopadu 1923 Vynnyky) byl ukrajinská veřejná a politická osobnost, spisovatel, povoláním lékař, ukrajinský komisař Oděsy (1917), člen ústředního výboru Ukrajinské strany nezávislých socialistů, ministr (1919) a bojovník za nezávislost Ukrajiny.  

## Životopis
Narodil se v buržoazní rodině. Otec Lev Vasylovič Lypa byl vysloužilý voják ruské armády, matka Hanna Michajlivna Žytecka pocházela z kozáků z Poltavské oblasti, kteří podporovali Ivana Mazepu v jeho povstání. 
Studoval na církevní farní škole v řeckém kostele "Церква Івана Предтечі" v Kerči. Nastoupil na "Олександрівської чоловічої гімназіїv" Kerči, kde v letech 1878–1887 studoval a odmaturoval. V roce 1888 vstoupil na lékařskou fakultu Charkovské univerzity.
V roce 1891 se stal zakladatelem tajného spolku „Братство тарасівців“, jehož cílem bylo šířit myšlenky Tarase Ševčenka a bojovat za národní osvobození ukrajinského lidu. V tomto případě spolupracoval také s Borisem Grinčenkem a Mykolou Michnovskym. R. 1893 byl Ivan Lypa zatčen za své populistické a proukrajinské aktivity a vyloučen z univerzity. Po 13 měsících vězení žil další tři roky pod dohledem policie v Kerči. V roce 1896 pokračoval ve studiu na lékařské fakultě Kazaňské univerzity, kde promoval v roce 1897.
Ivan Lypa provozoval lékařskou praxi od roku 1898 do roku 1918. V lednu 1904 se v Oděse oženil s "Марією Шепель-Шепеленко", vesnickou učitelkou. Zorganizoval nakladatelství „Одеська літературна спілка“, v roce 1905 vydal almanach „Багаття“ (spolu s manželkou), často publikovaný v ukrajinských časopisech „Діло“, „Народ“, „Правда“, „Буковина“, „ Зоря“, „Літературний Науковий Вісник“, „Українська Хата“ a další. Úzce spolupracoval s Oděskou "Просвітою" a Oděským "Літературним Товариством".
Od března do dubna 1918 byl jmenován ukrajinským komisařem Oděsy, založil ukrajinské nakladatelství "Народній Стяг". Poté, za dob ukrajinského státu, pracoval jako lékařský inspektor města Oděsy. Na začátku roku 1919 se přestěhoval do Kyjeva. Od roku 1919 patřil k Ukrajinské straně nezávislých socialistů a byl členem jeho ústředního výboru.
V období Ukrajinské lidové republiky byl vedoucím odboru "культури і віровизнання" ve vládě. Byl členem Celoukrajinské národní rady a Rady republiky.  Jako "міністр культів" Ukrajinské lidové republiky "UHP" (26. 12. 1918–13. 2. 1919) se 25. ledna 1919 obrátil na duchovenstvo a zaměstnance duchovního oddělení s oběžníkem – zavázal je vést veškeré církevní záznamy, zejména matriční knihy, pouze v ukrajinštině. Mezi 13. únorem 1919 a 9. dubnem byl "Міністрom віровизнання".
Od srpna 1920 byl členem komise pro přípravu Ústavy UHP, nějakou dobu byl "міністром охорони здоров'я" ve vládě UHP v exilu (ve městě Tarnow, Polsko). V roce 1920 byl zakladatelem ukrajinské charitativní organizace "Блакитний Хрест".
Začátkem roku 1922 se přestěhoval do Lvova, 1. března 1922 dorazil do Vynnyky. Zde vedl život bez politiky: vykonával lékařskou praxi a psal. Žil jako soukromý lékař v domě "Марії Лозовської" v ulici "Лесі Українки". Ve Vynnykách otevřel léčebnu s nápisem: „Д-р мед. Іван Липа. Приймає". Byl pronásledován polskou policií, protože neměl povolení k výkonu praxe. Vydělával málo, a tak žil velmi skromně.
Jeho myšlenky byly vždy s blízkými lidmi, které osud rozdělil, s manželkou Marií (zůstala v Oděse) a synem Jurijem (studentem lékařské fakulty Poznaňské univerzity), se kterými udržoval neustálý kontakt prostřednictvím korespondence. Ve Vynnykách zároveň žil Ivan Ohienko, který neustále komunikoval s osamělým Ivanem Lypou. Ohienko zanechal zajímavé vzpomínky na Ivana Lipu, na jeho život a život ve Vynnykách (publikováno v časopise „Наша культура“ v roce 1937).
Ohienko ve svých pamětech citoval Ivana Lypu: „Naše státní hnutí zažehne všechny živé ukrajinské duše neuhasitelným ohněm a časem přinese patřičné ovoce. Zemřeme, ale svatý oheň, který jsme statečně zapálili, nikdy nezhasne. To je to, co nás přežije a vytvoří ty nejlepší legendy na Ukrajině...“. Ve Vynnykách napsal povídky „Кара“ a „Утома“, tkané, jak napsal jeho syn Jurij, „ніби блакитним цвітом“.
V listopadu 1923 se zdravotní stav Ivana Lipy prudce zhoršil (od května 1919 trpěl rakovinou žaludku). Zemřel 13. 11. a pohřben byl 15. 11. ve Vynnykách. Pravoslavný Ivan Lypa byl pohřben řeckokatolickým knězem ("Гірняк Григорій", svolil metropolita Andrey Sheptytskyi).

## Dílo
Autor básní, esejů, povídek a sbírek "Тринадцять притч", "Оповіді про смерть, війну і любов" (1935) a dalších. Používal literární pseudonymy Petro Šelest a Ivan Stěpovyk.

### Samostatná vydání
- Сім братів / Іван Липа // Літературно-науковий вістник. — 1899. — Річник 2, т. 8. — С. 198—204.
- «Страшний ворог». Книжка про горілку. Написала М. Загірня … / Іван Липа // Літературно-науковий вістник. — 1900. — Річник 3, т. 9. — С. 118—124.
- Живі свідки / Іван Липа // Літературно-науковий вістник. — 1903. — Річник 6, т. 23. — С. 87–91.
- Туман / Іван Липа // Літературно-науковий вістник. — 1904. — Річник 7, т. 27. — С. 50–59.
- Так минали століття / Іван Липа // Літературно-науковий вістник. — 1905. — Річник 8, т. 39. — С. 6–9.
- Казки. — Львів: Світ дитини, 1998. — 96 с.
- Казки про волю. Т. 2. Чайка-Небога / Іван Липа. — Одеса: Нар. стяг, 1917. — 32 с.
- Казки про волю. Т. 3: Юрасів сад / Іван Липа. — Одеса: Нар. стяг, 1917. — 32 с.
- Казки про волю. Т. 4: Хапко і Давець; Т. 5: Дідова Правда / Іван Липа. — Одеса: Нар. стяг, 1917. — 31 с., включ. обкл.
- «Тарасовці»: (зі споминів) / Іван Липа // Письмо просвіти. — 1922. — Ч. 11–12. — С. 91–92.
- Чорна Мара / Іван Липа: Київ, 1923. // Дніпро: календар-альманах. — 1923. — С. 23–24.
- Михайло Білінський / Іван Липа: Київ, 1925. // Дніпро: календар-альманах. — 1925. — С. 135—137.
- Мій ведмедик / Іван Липа: Київ, 1925. // Дніпро: календар-альманах. — 1925. — С. 38–44.
- Як я пішов у революцію: (уривок із щоденника) / Ів. Липа: Київ, 1928. // Дніпро: календар-альманах. — 1928. — С. 95–99.
- Тихе слово: Збірка казок. — Львів: Світ дитини, 1929. — 80 с.
- Листи до М. Коцюбинського // Листи до Михайла Коцюбинського / Упорядк. та комент. В. Мазного. — Ніжин, 2002. — Т. ІІІ: Карманський-Мочульський. — С. 210—225.

### V češtině
- Moře rozdělilo – úvod František Sekanina; z časopisu Dilo přeložil Karel Handzel; in: 1000 nejkrásnějších novel... č. 52. Praha: J. R. Vilímek, 1913